# Jörg van Norden
Jörg van Norden (* 1958 in Wuppertal) ist ein deutscher Historiker und Geschichtsdidaktiker.
Van Norden studierte von 1979 bis 1985 Geschichte, Spanisch und Evangelische Theologie für die Sekundarstufen I und II an der Ruhruniversität Bochum. Er absolvierte ein integriertes Auslandsstudium an der Universidad Autónoma de Barcelona. 1986 wurde er Wissenschaftlicher Mitarbeiter am Lehrstuhl für Neuere Geschichte bei Winfried Schulze in Bochum. Die Promotion erfolgte 1989 bei Winfried Schulze und Günter Brakelmann. Es schloss sich von 1988 bis 1990 ein Referendariat im Studienseminar Bielefeld und von 1990 bis 2008 der Schuldienst an der Hans-Ehrenberg-Schule in Bielefeld-Sennestadt an. Ab 2007 wirkte van Norden an der Universität Bielefeld. Seine Habilitation für das Fach Didaktik der Geschichte unter besonderer Berücksichtigung der Geschichte des 19. und 20. Jahrhunderts folgte 2011. Er lehrt dort zunächst als Privatdozent und nunmehr außerplanmäßiger Professor.
Van Norden forscht neben der Geschichtsdidaktik zur Kirchengeschichte, zum Spanischen Bürgerkrieg und zur Geschichte Lateinamerikas. Er arbeitet zur Geschichtstheorie, Gedenkkultur, Materialität und empirischen Lehr-Lernforschung.

## Schriften
- mit Sebastian Barsch (Hrsg.): Historisches Lernen und Materielle Kultur. Von Dingen und Objekten in der Geschichtsdidaktik. Bielefeld: transcipt Verlag, 2020.
- Geschichte ist Bewusstsein. Historie einer geschichtsdidaktischen Fundamentalkategorie. Frankfurt am Main: Wochenschau Verlag, 2018.
- Geschichte ist Zeit. Historisches Denken zwischen Kairos und Chronos – theoretisch, pragmatisch, empirisch (= Geschichte Forschung und Wissenschaft. Band 49). Berlin: Lit-Verlag, 2014.
- Was machst du für Geschichten? Didaktik eines narrativen Konstruktivismus (= Geschichtsdidaktik. Band 13). Freiburg: centaurus-Verlag, 2011.
- Carl Wilhelm Christian Busch. Erinnerungen aus meinem Leben. Ein Tagebuch und der Aufbruch in die Moderne. Bielefeld: Verlag für Regionalgeschichte, 2011.
- Deserteure an Front und Heimatfront. NS-Justiz in Westfalen-Lippe. Bielefeld: Verein für Zeitgeschichte und regionale Erinnerungskultur e.V. Bielefeld, 2009.
- Die Protokolle der Kreissynode Elberfeld von 1817 bis 1850 (= Schriftenreihe des Vereins für Rheinische Kirchengeschichte. Band 148), Köln: Rheinland-Verlag, 2000.
- „Heim ins neue Deutschland Adolf Hitlers“. Die Evakuierung der Spaniendeutschen während des Spanischen Bürgerkrieges (= Forschungen zu Spanien. Band 20). Saarbrücken: Verlag für Entwicklungspolitik Saarbrücken, 1998.
- Thron und Altar? Quellen zur Genese der Rheinisch-Westfälischen Kirchenordnung 1817–1842 (= Materialien für den Dienst in der Evangelischen Kirche von Westfalen. Reihe G, Heft 2). Bielefeld: Evangelische Kirche von Westfalen, 1993.
- Kirche und Staat im preußischen Rheinland 1815–1838. Die Genese der Rheinisch-Westfälischen Kirchenordnung vom 5. März 1835 (= Schriftenreihe des Vereins für Rheinische Kirchengeschichte. Band 102). Köln: Rheinland Verlag, 1989.